# Andy Moog
Donald Andrew Moog (* 18. Februar 1960 in Penticton, British Columbia) ist ein ehemaliger kanadischer Eishockeytorwart, der von 1980 bis 1998 für die Edmonton Oilers, die Boston Bruins, die Dallas Stars und die Montréal Canadiens in der National Hockey League spielte.

## Karriere

### Edmonton Oilers
Andy Moog begann seine Karriere 1978 in der kanadischen Juniorenliga WHL bei den Billings Bighorns. Nach seiner zweiten Saison wurde er von den Edmonton Oilers in der sechsten Runde des NHL Entry Draft 1980 an Position 132 ausgewählt. Daraufhin wechselte er in die Central Hockey League zu den Wichita Wind, einem Farmteam der Oilers. Außerdem durfte er seine ersten Spiele in der NHL absolvieren. In der Saison 1981/82 verlief es ähnlich und er spielte weiter hauptsächlich in der CHL und bekam vereinzelt Einsätze in der NHL.
In der Saison 1982/83 setzte er sich als Nummer eins bei den Oilers durch und zog mit dem Team bis ins Stanley-Cup-Finale ein, wo sie allerdings gegen die New York Islanders verloren, die damit ihren vierten Titel in Folge holen konnten. Wie schon in der Saison zuvor bildete er auch 1983/84 ein Torhütergespann mit Grant Fuhr, wobei Fuhr etwas mehr Einsätze erhielt als Moog. In den Playoffs setzten die Trainer auf Grant Fuhr, der sich allerdings in der Finalserie verletzte. Andy Moog sprang für ihn ein und konnte dem Team helfen, den ersten Stanley Cup zu gewinnen.
In den folgenden Jahren war das Bild aber weitestgehend das gleiche. Fuhr war die Nummer eins, Moog bekam trotzdem um die 40 Einsätze in der Saison und zeigte gute Leistungen, doch in den Playoffs setzte man voll und ganz auf Grant Fuhr. Trotzdem spielte er 1985 und 1986 im NHL Allstar-Game, aber auch dort musste er sich den Posten als Torhüter mit Fuhr teilen.
Die Edmonton Oilers konnten mit den beiden Torhütern auch 1985 und 1987 den Stanley Cup gewinnen. Doch in der 1987/88 erhielt Fuhr dann auch in der regulären Saison als Stammtorhüter, und Moog absolvierte kein Spiel für die Oilers. In der Zeit spielte er mehrere Spiele für die kanadische Nationalmannschaft und nahm schließlich an den Olympischen Winterspielen 1988 in Calgary teil, wo das Team Canada den vierten Platz belegte.

### Boston Bruins
Kurz nach seiner Rückkehr wurde er zu den Boston Bruins transferiert, wofür Bostons Torhüter Bill Ranford nach Edmonton kam. Moog spielte noch sechs Mal in der regulären Saison und kam auch zu einigen Einsätzen während der Playoffs, als die Bruins bis ins Stanley-Cup-Finale einzogen. Dort trafen sie ausgerechnet auf die Edmonton Oilers, hatten aber keine Chance.
In den nächsten drei Jahren bildete er mit Réjean Lemelin das Torhütergespann der Bruins, wobei Moog leicht bevorzugt wurde. Gemeinsam gewannen sie 1990 die William M. Jennings Trophy, da sie die wenigsten Gegentore in der NHL kassiert hatten. Im selben Jahr spielten die Bruins auch wieder sehr erfolgreich in den Playoffs. Eines der Highlights war ein Spiel in der ersten Runde gegen die Hartford Whalers. Lemelin stand zu Beginn des Spiels im Tor, und nach 40 Minuten lagen die Bruins mit 2-5 zurück. Zu Beginn des letzten Drittels wechselten sie Lemelin aus und Moog ging ins Tor. Andy Moog hielt für den Rest des Spiels seinen Kasten sauber, während seine Teamkollegen das Spiel noch zu einem 6-5 umbogen. Die Bruins kämpften sich von Runde zu Runde bis ins Stanley-Cup-Finale, wo erneut die Edmonton Oilers mit Bostons ehemaligen Torhüter Bill Ranford im Tor warteten. Und erneut waren es die Oilers, die den Cup mit nach Hause nehmen durften.
1991 und 1992 schafften es die Bruins nochmal bis ins Finale der Eastern Conference, zudem wurde Moog 1991 wieder ins Allstar-Game gewählt, doch 1993 schieden sie schon in der ersten Runde der Playoffs aus.

### Dallas und Montréal
Im Sommer 1993 wurde Andy Moog zu den Minnesota North Stars transferiert, die nur wenige Wochen später nach Dallas umsiedelten und sich in Dallas Stars umbenannten. Vier Jahre lang war er der Stammtorhüter der Stars und konnte mit ihnen drei Mal in die Playoffs einziehen. 1997 erhielt Andy Moog seine vierte Berufung ins NHL Allstar-Game. Im Sommer 1997 verpflichteten die Stars mit Ed Belfour einen Startorhüter und verlängerten den Vertrag mit Moog nicht.
Er unterschrieb daraufhin einen Vertrag bei den Montréal Canadiens. Mit Jocelyn Thibault wechselte er sich dort im Tor ab, bekam aber in den Playoffs die Rolle des Stammtorhüters übertragen. Nach einem Jahr beendete Andy Moog seine Karriere. In seinem letzten Spiel der Regulären Saison konnte er noch einmal glänzen, als er gegen die Ottawa Senators einen Shutout schaffte.

### Nach dem Karriereende
In den folgenden Jahren war er als Berater der Atlanta Thrashers und der Vancouver Canucks in Torhüterfragen tätig. Seit 2002 ist er Torwarttrainer seines ehemaligen Team Dallas Stars und wurde als Torhüter-Berater zum kanadischen Team bei den Olympischen Winterspielen 2002 und 2006 berufen. Mittlerweile ist er auch für die Entwicklung der Spieler des Dallas Stars auf allen Positionen zuständig.
In seiner aktiven Zeit war Andy Moog Vize-Präsident der Spieler bei der Spielergewerkschaft NHLPA.

## Erfolge und Auszeichnungen
| - 1980 WHL Second All-Star-Team - 1982 CHL Second All-Star Team - 1984 Stanley-Cup-Gewinn mit den Edmonton Oilers - 1985 Teilnahme am NHL All-Star Game - 1985 Stanley-Cup-Gewinn mit den Edmonton Oilers - 1986 Teilnahme am NHL All-Star Game | - 1987 Stanley-Cup-Gewinn mit den Edmonton Oilers - 1989 NHL-Spieler des Monats November - 1990 William M. Jennings Trophy (zusammen mit Réjean Lemelin) - 1992 NHL-Spieler des Monats Januar (gemeinsam mit Pat LaFontaine) - 1991 Teilnahme am NHL All-Star Game - 1997 Teilnahme am NHL All-Star Game |